# Final (drama)
Final är en teaterföreställning i tre akter skriven 1885 av Victoria Benedictsson (under pseudonymen Ernst Ahlgren) och Axel Lundegård. Handlingen skapar en kontrast mellan bankdirektör Hugo Bruhns fall och hans hustru Bettys uppvaknande, och typiskt för det moderna genombrottet så står pengar, kärlek och bedrägeri i fokus.
Pjäsen hade premiär på Kungliga Dramatiska Teatern i Stockholm den 29 november 1888, det vill säga efter Benedictssons död. År 2009 spelades pjäsen upp på Dramaten med Jonas Malmsjö och Elin Klinga i huvudrollerna.

## Rollista
- Hugo Bruhn, bankdirektör
- Betty Bruhn
- Saima Rönne
- Karl Rönne, läkarstudent
- Sörling, bankbokhållare
- Stenström, artist
- Grosshandlare Hollgren
- Fröken Bertha Sandgren
- Fröken Agda Lundberg
- Fröken Lisen Törnbom
- Anderberg, betjänt
- Sofi, husjungfru

## Handling
Handlingen utspelar sig en kväll i maj och de två följande dagarna i paret Hugo och Betty Bruhns salong. Pjäsen öppnar med en fest och gästerna skvallrar mellan dans, kortspel och drinkar. Några kvinnor noterar att den charmerande värden uppvaktar den unga kvinnan Saima. Hans hustru Betty hanterar skickligt situationen, underhåller gästerna och flirtar med en beundrande ung bokhållare. När festen är slut blir hon ensam kvar då Hugo har dragit vidare på eftersläckning med några vänner.
Nästa förmiddag börjar den glättiga ytan krackelera. Trots att Betty är en vacker kvinna som är gift med en förmögen och framgångsrik man så är hon sjuk och deprimerad och kan inte längre spela rollen som hans underhållande skönhet vid deras sociala sammankomster. Hon tycker att hennes liv är tomt och slutar att maskera sig som den personen som hennes man vill att hon ska vara. Vid kaffebordet uppträder hon därför första gången utan smink inför sin man. Herr Bruhn blir förfärad och ber henne att ta sig samman.
Sedan följer en ström av besök. Först kommer den unga Saima för att repetera en kärleksscen med herr Bruhn inför en amatörteaterföreställning. Andra gäster från gårdagskvällens fest kommer också och en gemensam utflykt planeras. Sedan anländer Bettys unga uppvaktande bokhållare och berättar att Hugo har försnillat stora summor från banken. Hugo får själv reda på det när han till slut öppnar sin post. I ett slag försvinner hans lättsamma charm för en hektisk nervositet.
Följande morgon tvingar fru Bruhn sin man att tala ut. Betty försöker övertala sin man att lämna Sverige tillsammans med unga Saima för att undkomma lagen eftersom hon tror att de älskar varandra. Men i slutändan sviker Saima Hugo då hon inte vill vara ekonomiskt beroende av någon som är ruinerad. Han har nu nått botten men vågar inte ta sitt liv. Strax innan polisen kommer ber han Betty om förlåtelse. Hon stannar hos sin man när polisen kommer in i deras hem för att arrestera honom. Betty visar sig vara kärleksfull, stark och lojal, vilket hennes man till slut uppskattar. Avklädda sina sociala kostymer och exponerade för varandra som sårbara människor, får äkta kärlek mellan makarna en chans att växa fram.